# Рид-Фоули, Шон
Шон Иэн Рид-Фоули (англ. Sean Ian Reid-Foley, 30 августа 1995, Агана-Хайтс, Гуам) — американский бейсболист, питчер клуба Главной лиги бейсбола «Нью-Йорк Метс».

## Биография
Шон Рид-Фоули родился 30 августа 1995 года на Гуаме, где его отец Дэйв служил в Береговой охране. Он младший из двух сыновей в семье. После трёх лет на Гуаме их семья переехала в Джорджию, а ещё через три года в Джэксонвилл. Там Шон окончил старшую школу Сандалвуд. В 2014 году на драфте Главной лиги бейсбола его во втором раунде под общим 49 номером выбрал клуб «Торонто Блю Джейс».
Профессиональную карьеру Шон начал в составе фарм-клуба «Блю Джейс» в Лиге Галф-Кост. В сезоне 2014 года он сыграл за него в девяти матчах, одержал одну победу при двух поражениях с пропускаемостью 4,76. Питчерский арсенал игрока включал в себя четыре типа подач: фастбол скоростью до 95 миль в час, слайдер, кервбол и чейндж-ап. Отмечалось, что его подачи приводили к большому числу мячей, отбитых в землю. Ещё одним достоинством Рида-Фоули называлась способность скрывать мят от бэттера при подаче, что затрудняло его отбивание. В 2015 году он выступал в составах «Лансинг Лагнатс» и «Данедин Блю Джейс», суммарно проведя за оба клуба 25 матчей. После окончания чемпионата сайт MLB Pipeline поставил его на четвёртое место в рейтинге проспектов фарм-системы «Торонто». За эти же команды Шон играл в 2016 году, который закончил с лучшим в своей карьере показателем пропускаемости 2,81.
В 2017 году Рид-Фоули выступал за клуб АА-лиги «Нью-Гемпшир Фишер Кэтс». В роли стартового питчера он провёл 27 игр с пропускаемостью 5,09. В нескольких статистических категориях он стал одним из худших питчеров Восточной лиги. В первой части сезона 2018 года Шон сыграл 82 1/3 иннинга в составе команды ААА-лиги «Баффало Байзонс», делая в среднем 10,3 страйкаута за девять иннингов. Его показатель пропускаемости улучшися по сравнению с предыдущим сезоном и составил 3,50. Двенадцатого августа Рид-Фоули был переведён в основной состав «Блю Джейс». До конца регулярного чемпионата он сыграл в семи матчах Главной лиги бейсбола, одержал две победы при четырёх поражениях с пропускаемостью 5,13. Большую часть сезона 2019 года Шон также провёл в составе «Байзонс», сыграв за Торонто всего в девяти матчах. Его пропускаемость в них сократилась до 4,29, но также снизилось количество сделанных им страйкаутов и средняя скорость подачи. Кроме того, он испытывал проблемы с контролем страйковой зоны, что привело к увеличению среднего количества уоков за девять иннингов с 4,4 до 5,8. В 2020 году Рид-Фоули сыграл за «Блю Джейс» в пяти матчах в роли реливера, одержав одну победу при показателе пропускаемости 1,35. В январе 2021 года он вместе с питчерами Йенси Диасом и Джошем Винковски был обменян в «Нью-Йорк Метс» на Стивена Матца.